# Croatie aux Jeux olympiques d'hiver de 2022
La Croatie participe aux Jeux olympiques d'hiver de 2022 à Pékin, en Chine, du 4 au 20 février 2022. Il s'agit de sa neuvième participation à des Jeux d'hiver.

## Athlètes engagés
| Sport       | Hommes | Femmes | Total |
| ----------- | ------ | ------ | ----- |
| Short-track | 0      | 1      | 1     |
| Ski alpin   | 3      | 3      | 6     |
| Ski de fond | 1      | 2      | 3     |
| Snowboard   | 0      | 1      | 1     |
| Total       | 4      | 7      | 11    |

## Résultats

### Patinage de vitesse sur piste courte (short-track)
| Athlète         | Épreuve | Série       | Série       | Quart de Finale | Quart de Finale | Demi-finale | Demi-finale | Finale Finale B | Finale Finale B |
| Athlète         | Épreuve | Temps       | Rang        | Temps           | Rang            | Temps       | Rang        | Temps           | Rang            |
| --------------- | ------- | ----------- | ----------- | --------------- | --------------- | ----------- | ----------- | --------------- | --------------- |
| Valentina Aščić | 500 m   | 44 s 681    | 3e          | Éliminée        | Éliminée        | Éliminée    | Éliminée    | Éliminée        | 23e             |
| Valentina Aščić | 1 500 m | Non disputé | Non disputé | 2 min 21 s 456  | 5e              | Éliminée    | Éliminée    | Éliminée        | 26e             |

### Ski alpin
| Athlète       | Épreuve      | 1re manche   | 1re manche | 2e manche     | 2e manche | Total         | Total |
| Athlète       | Épreuve      | Temps        | Rang       | Temps         | Rang      | Temps         | Rang  |
| ------------- | ------------ | ------------ | ---------- | ------------- | --------- | ------------- | ----- |
| Samuel Kolega | Slalom       | 55 s 54      | 18e        | 50 s 42       | 6e        | 1 min 45 s 96 | 15e   |
| Matej Vidović | Slalom       | 56 s 57      | 26e        | 50 s 79       | 14e       | 1 min 47 s 36 | 20e   |
| Filip Zubčić  | Slalom       | 55 s 79      | 21e        | 50 s 89       | 17e       | 1 min 46 s 68 | 18e   |
| Samuel Kolega | Slalom géant | 1 min 6 s 53 | 24e        | 1 min 10 s 75 | 23e       | 2 min 17 s 28 | 21e   |
| Filip Zubčić  | Slalom géant | 1 min 4 s 69 | 15e        | 1 min 7 s 40  | 9e        | 2 min 12 s 09 | 10e   |

| Athlète       | Épreuve      | 1re manche   | 1re manche | 2e manche    | 2e manche | Finale        | Finale   |
| Athlète       | Épreuve      | Temps        | Rang       | Temps        | Rang      | Temps         | Rang     |
| ------------- | ------------ | ------------ | ---------- | ------------ | --------- | ------------- | -------- |
| Andrea Komšić | Slalom       | Abandon      | Abandon    | Éliminée     | Éliminée  | Éliminée      | Éliminée |
| Zrinka Ljutić | Slalom       | 55 s 03      | 26e        | 53 s 88      | 23e       | 1 min 48 s 91 | 25e      |
| Leona Popović | Slalom       | 55 s 31      | 30e        | 53 s 11      | 12e       | 1 min 48 s 42 | 23e      |
| Andrea Komšić | Slalom géant | Forfait      | Forfait    | Forfait      | Forfait   | Forfait       | Forfait  |
| Zrinka Ljutić | Slalom géant | 1 min 2 s 50 | 35e        | 1 min 1 s 27 | 27e       | 2 min 3 s 77  | 28e      |

### Ski de fond
| Athlète       | Épreuve                 | Temps             | Rang |
| ------------- | ----------------------- | ----------------- | ---- |
| Marko Skender | 15 km classique         | 48 min 30 s 8     | 85e  |
| Marko Skender | 50 km libre 30 km libre | 1 h 30 min 34 s 5 | 57e  |
| Tena Hadžić   | 10 km classique         | 36 min 27 s 5     | 83e  |
| Vedrana Malec | 10 km classique         | 34 min 31 s 6     | 73e  |
| Vedrana Malec | 30 km libre             | 1 h 41 min 18 s 6 | 52e  |

| Athlète                   | Épreuve            | Qualification | Qualification | Quart de finale | Quart de finale | Demi-finale    | Demi-finale | Finale    | Finale   |
| Athlète                   | Épreuve            | Temps         | Rang          | Temps           | Rang            | Temps          | Rang        | Temps     | Rang     |
| ------------------------- | ------------------ | ------------- | ------------- | --------------- | --------------- | -------------- | ----------- | --------- | -------- |
| Marko Skender             | Individuel hommes  | 3 min 6 s 86  | 69e           | Éliminé         | Éliminé         | Éliminé        | Éliminé     | Éliminé   | Éliminé  |
| Tena Hadžić               | Individuel femmes  | 3 min 45 s 60 | 71e           | Éliminée        | Éliminée        | Éliminée       | Éliminée    | Éliminée  | Éliminée |
| Vedrana Malec             | Individuel femmes  | 3 min 33 s 12 | 53e           | Éliminée        | Éliminée        | Éliminée       | Éliminée    | Éliminée  | Éliminée |
| Tena Hadžić Vedrana Malec | Par équipes femmes | Non disputé   | Non disputé   | Non disputé     | Non disputé     | 26 min 29 s 23 | 10e         | Éliminées | 20e      |

### Snowboard
| Athlète     | Épreuve           | Qualification | Qualification | Qualification | Qualification | Qualification | Finale   | Finale   | Finale   | Finale   | Finale   |
| Athlète     | Épreuve           | Course 1      | Course 2      | Course 3      | Meilleur      | Rang          | Course 1 | Course 2 | Course 3 | Meilleur | Rang     |
| ----------- | ----------------- | ------------- | ------------- | ------------- | ------------- | ------------- | -------- | -------- | -------- | -------- | -------- |
| Lea Jugovac | Big air femmes    | 9,25          | 15,00         | 10,00         | 24,25         | 28e           | Éliminée | Éliminée | Éliminée | Éliminée | Éliminée |
| Lea Jugovac | Slopestyle femmes | Forfait       | Forfait       | Forfait       | Forfait       | Forfait       | Forfait  | Forfait  | Forfait  | Forfait  | Forfait  |